# Fergusonina centeri
Fergusonina centeri är en tvåvingeart som beskrevs av Taylor 2004. Fergusonina centeri ingår i släktet Fergusonina och familjen Fergusoninidae.
Artens utbredningsområde är Queensland. Inga underarter finns listade i Catalogue of Life.